# Phenacoscorpius longirostris
Phenacoscorpius longirostris är en fiskart som beskrevs av Hiroyuki Motomura och Last 2009. Phenacoscorpius longirostris ingår i släktet Phenacoscorpius och familjen Scorpaenidae. Inga underarter finns listade i Catalogue of Life.